# Camellia polyodonta
Camellia polyodonta là một loài thực vật có hoa trong họ Theaceae. Loài này được F.C.How ex Hu mô tả khoa học đầu tiên năm 1965.